# ペニーオークション詐欺事件
ペニーオークション詐欺事件（ペニーオークションさぎじけん）とは、2012年に発覚した「ペニーオークション（ペニオク）」を用いた詐欺事件。ペニオク詐欺事件とも呼ばれる。
運営者が詐欺罪などで日本の警察に逮捕され有罪判決を受けるとともに、複数の日本の芸能人によるステルスマーケティング（ステマ）があったことが判明し、大きな問題となった。

## 詐欺事件の概要
2012年（平成24年）12月7日、参加者が入札しても落札できない仕組みのペニーオークションサイト「ワールドオークション」で、入札者から手数料をだまし取ったとして、詐欺罪の容疑で出会い系サイト運営会社の役員1人と社員3人の計4人が、京都・大阪府警に逮捕され、有罪判決を受けた。
4人が運営していた複数のペニオクサイトは、最初は高額商品が0円などの低額でスタートし、1円から15円の入札単位で徐々に価格が上がっていく。入札するごとにサイト業者にあらかじめ先払いした仮想通貨で数十円単位の入札手数料を入札者が負担し、落札後に商品の落札金額を、仮想通貨で支払うシステムと紹介されていた。
しかしサイト運営者が、架空会員名義のボットにより自動入札して金額を吊り上げ、1000万円にならない限りは落札できない仕組みになっており、入札すればするほどサイト業者に金が入る仕組みになっていた。またダミー商品として一部の低価格商品のみ例外的に低額で落札可能になっていたが、そのような事例は全出品の1.2%にすぎなかった。さらに家宅捜索で押収した資料を分析した結果、出品した高額商品を仕入れた形跡がなく、入札者に商品を販売する意思すらなかったことが判明している。
2012年10月から11月にかけて、スマートフォンから個人情報を抜き取るコンピュータウイルス作成に関与したとして、不正指令電磁的記録に関する罪の容疑で、出会い系サイト運営会社役員1人と社員3人（詐欺罪で逮捕された3人とは別の3人）を逮捕し、その際に押収した証拠データを解析した結果、ペニオクサイトの仕組みが判明して詐欺発覚のきっかけとなった。
これは、スマートフォンの「電池長持ちアプリ」などの名目で無料アプリを配布し、アプリにマルウェアを仕込んでスマートフォン内の電話帳データを抜き取り、ペニーオークションへ勧誘するスパムメールを送信していたというもの。違法アプリの摘発からペニオク詐欺の実態が明らかになり、運営者に対する詐欺事件での立件につながった。さらにそこから波及して、複数の芸能人らによるステルスマーケティングの実態まで明らかになった。
出会い系サイト運営会社の役員ら4人の逮捕後に、彼らが関与していた複数のペニオクサイトは閉鎖された。12月29日、出会い系サイト運営会社役員ら4人は詐欺罪で起訴された。4人の起訴事実は「事実上商品を落札できない仕組みなのに、ペニオクサイトで『激安価格で落札できる』などと表示し、顧客4人から2012年1月から7月にかけて、手数料計3万3700円をだまし取った詐欺」である。4人が関与したペニオクサイトは会員約10万人の大半が架空であり、正規の参加者が支払った手数料は2010年6月から2012年まで計6000万円に上っていたと報道されている。
また主犯格の出会い系サイト運営会社役員は、本件の詐欺罪だけでなく、別件の不正指令電磁的記録供用罪および同保管罪でも起訴された（こちらの容疑で逮捕された社員3人は不起訴となっている）。
2013年（平成25年）5月24日、京都地方裁判所は、主犯格の出会い系サイト運営会社役員に懲役3年執行猶予5年（求刑・懲役3年）を、同社社員3人に懲役1年6月執行猶予3年（求刑・1年6月）の判決を、それぞれ言い渡した。弁護側は331件の被害者に計607万円の損害賠償を支払ったことから、執行猶予付き判決を求めていた。

## 芸能人によるステマ問題
ペニオク詐欺事件が発覚したことにより、ワールドオークションで高額商品を格安で落札購入した旨の内容（例として市場価格4万5000円～7万円の高額商品を1,080円と低額で落札購入した内容）を、自分のブログで投稿していた複数の芸能人が追及された。その結果、実際には落札していないのに落札したかのように装って、ウェブサイトを紹介していたステルスマーケティング（ステマ）であったことが判明した。
ワールドオークションの運営会社役員は、芸能人にブログでのステマ投稿を依頼し、その後でサイト上で複数の芸能人ブログを記載した上で「なんと! 商品を買っている芸能人も多数！」と文言で紹介し、ペニオクサイトであたかも高額商品を格安で落札購入できるかのようにやらせ宣伝工作していた。
問題視された芸能人のブログ投稿には、「（業者から提供された）高額商品を所持している場面」や「オークションで低額で落札している場面」の写真を掲載したり、記事タイトルを含め文章で具体的な金額を明示して格安だったと強調したことなどが共通しており（一部例外あり）、特定のペニオクサイトをサイト名とURL付きで紹介していた。またこれらのステマでは、高額商品以外にも5万円から40万円までの現金が、サイト運営業者から「紹介料」として芸能人へ支払われていたことが判明した。
「ペニオクサイトのステマ投稿に関与していた芸能人は20人以上」とされたが、そのうち8人の芸能人が特定・報道されて謝罪した。小森純のように、この影響で一時的にブログを閉鎖する者もいた。また永井大のように逮捕された業者との関係が明らかではないペニオクサイトを紹介していた芸能人も、ステマ投稿を認めて謝罪するケースもあった。
そのうち、菜々緒や東原亜希は謝罪はしたものの「現金は受け取っていない」と主張し、菜々緒は「問題サイトの認識がないまま掲載したこと」については謝罪しつつも「サイトを紹介しただけで落札したとは書いてない」「嘘の投稿をしていたわけではない」として、他の芸能人との違いを強調した。
ワールドオークションについて、ステマ投稿していたほしのあきなど、数名の芸能人が警察から事情聴取を受けた。サイト運営者が逮捕された12月7日、ほしのは京都府警の事情聴取を受け「友人の松金ようこから紹介され、指示された文面をブログに掲載して30万円の謝礼を受け取った。ペニオクの仕組みは理解しておらず、サイト運営者らとも面識はなかった」と釈明した。松金も「私がほしのさんに勧めた」と事実を認めた。
警察はブログで嘘の投稿をしていた芸能人に対しても刑事事件としての立件を検討したが、「ペニオクサイトの実態を知らなかった」と主張されたため詐欺罪での立件は断念、消費者に誤解を与える虚偽の説明をしたことを「人を欺き、又は誤解させるような事実を挙げて広告をした」に該当するとして軽犯罪法（第1条34号）を適用することについても、公訴時効（1年）が成立したため立件できなかった。
多数の芸能人がステルスマーケティングを行っていたことが明るみに出たことから、約13,000人の芸能人ブログを運営するサイバーエージェントは、ステルスマーケティング対策として、規約違反を繰り返した芸能人のアメーバブログを利用停止とすることを明らかにした。

### ステマ関与が報道された芸能人
当該詐欺事件で立件された会社と、別のペニーオークション業者のステマ投稿を行っていた者を含む。なお当該ブログ記事は、いずれも削除されている。
| 名前                | 内容 |
| ------------------- | --- |
| ほしのあき          | 2010年12月27日 - 30万円の紹介料を受け取って空気清浄機を1080円で落札した旨の紹介投稿。 2012年12月13日 - 公式ブログでステルスマーケティングを請け負っていたことを謝罪した。 |
| 熊田曜子            | 2010年12月23日 - ウォーターオーブンを5220円で落札した旨の紹介投稿。 |
| 松金ようこ          | 2010年12月 - 業者と芸能人を仲介する形で、ほしのと熊田にステマブログ投稿の依頼を斡旋した。このステマ問題を引き起こした張本人の一人とされる。 |
| 綾部祐二 （ピース） | 2010年12月20日 - 5万円の紹介料を受け取ってDVDプレーヤーを「超安く買えてラッキー」（金額不明）と落札した旨の紹介投稿。 |
| 永井大              | 2010年12月22日 - iPadを855円で自分で落札した旨の紹介投稿。 |
| 東原亜希            | 2010年12月29日 - iPadを「ゲットしてしまった」（金額不明）と落札した旨の紹介投稿。 |
| 菜々緒              | 2010年12月10日 - 自身のブログで「友達から聞いたサイトですがかなり面白いので紹介します。普通のオークションと違って見ていて欲しいものが沢山。とりあえず見てみてください。」と『劇的オークション』を紹介。 2012年12月 - 所属事務所は「落札したとは記しておらず、物品もお金も受け取っていません」と釈明したが、「外部から話を受けたマネジャーから依頼され、問題サイトの認識がないまま掲載してしまいました」とステルスマーケティングだったことを認めた |
| 小森純              | 2011年1月7日 - 40万円の紹介料を受け取ってアロマ加湿器を225円で落札した旨の紹介投稿。 |

## ネットメディアによる記事広告
芸能人によるステマと同時期に展開されていたのが、ネットメディア（ニュースサイト）への記事広告（記事体で書かれた広告）掲載である。
ガジェット通信、サイゾーウーマン、日刊サイゾー、Kotaku JAPAN、ギズモード・ジャパンなどのニュースサイトが広告であることを明記した上でペニーオークションサイトの記事広告を掲載している。
ギズモード・ジャパンでは、問題となったワールドオークションをヤフーオークションと比較し「（運営者による出品なので）詐欺に遭う確率は0%」とまで誇大宣伝していた。
詐欺事件の発覚後、これらの記事広告は全て削除され、ガジェット通信および、ギズモード・ジャパンやKotaku JAPANなどを運営するメディアジーンは、謝罪記事を掲載した。